# Denatoniumbenzoat
Denatonium, als Denatoniumbenzoat oder Denatoniumsaccharinat erhältlich, ist die bitterste bekannte Substanz (Bitterstoff).
Entdeckt wurde Denatonium 1958 von dem schottischen Chemiker J. R. Smith bei der Suche nach Wirkstoffen für örtliche Betäubungen.

## Struktur und Eigenschaften
Denatonium ist eine quartäre Ammoniumverbindung und ein Derivat des Lokalanästhetikums Lidocain, das mit einer Benzylgruppe am Amin-Stickstoff quaterniert wurde.
Als Anion wird häufig Benzoesäure oder Saccharin verwendet.
Lösungskonzentrationen von 10 ppm haben einen für Menschen unerträglichen bitteren Geschmack. Die Salze von Denatonium sind gewöhnlich farb- und geruchlos, werden aber in der Regel nur als Lösungen im Handel angeboten.
Denatoniumbenzoat in Lösung reagiert empfindlich auf Natriumhypochlorit und lässt sich darüber inaktivieren.

## Synthese
Denatonium kann durch Quaternisierung von Lidocain, einem gängigen Anästhetikum, mit Benzylhalogeniden erhalten werden. Es wurde erstmals 1963 durch Reaktion von Benzylchlorid oder Benzylbromid mit Lidocain synthetisiert. Acetonitril kann als Lösungsmittel und Kaliumiodid als Katalysator verwendet werden. Um andere Salze, wie das Benzoat, zu erhalten, wird das gebildete Denatoniumchlorid oder Denatoniumbromid einer Anionenaustauschreaktion mit Natriumbenzoat in Ethanol oder Natriumhydroxid unterzogen, und das resultierende Denatoniumhydroxid wird mit Benzoesäure neutralisiert.

## Anwendungen
Der bittere Geschmack des Denatoniumbenzoats ist ausschlaggebend für seine Anwendungsgebiete. Es wird benutzt, um Ethanol zu vergällen, so dass der Alkohol nicht mehr für den menschlichen Genuss geeignet ist. Dadurch lässt sich eine Befreiung von der Alkoholsteuer erreichen. Andere Alkohole werden ebenfalls mit Denatonium versetzt, um gesundheitliche Schäden durch versehentlichen oder absichtlichen Genuss zu unterbinden, die Aufnahme von bspw. Methanol kann ansonsten zum Tod oder zur Erblindung führen.
Denatonium wird dazu benutzt, versehentliches Schlucken von gesundheitsschädlichen Flüssigkeiten durch Kleinkinder zu unterbinden. So findet Denatonium in Lösungsmitteln, Reinigungsmitteln, Shampoos, Seifen, Spielmodulen der Spielekonsolen Nintendo Switch und Nintendo Switch 2 sowie in Nagellack gegen das Fingernägelkauen Verwendung.
Über langfristige Gesundheitsgefahren liegen keine Erkenntnisse vor.
Denatonium wirkt bei einigen Tieren anders als beim Menschen. So kann davon ausgegangen werden, dass Ratten den Bitterstoff in den üblichen Konzentrationen kaum wahrnehmen. Daher kann Rattengift aus Sicherheitsgründen ebenfalls mit Denatonium versetzt werden und schützt so Menschen und andere Tiere vor versehentlicher Aufnahme des Giftes. Allerdings gibt es auch Katzen, die dabei beobachtet wurden, wie sie die Giftköder fraßen. Bei ihnen wird ein Gendefekt vermutet, aufgrund dessen sie den Bitterstoff ebenfalls nicht wahrnehmen konnten. Als Verbissschutz für Holzzäune ist es in der Pferde- und Rinderhaltung üblich.